# Гваружа
Гваружа (порт. Guarujá) град је у Бразилу у савезној држави Сао Пауло. Према процени из 2007. у граду је живело 296.150 становника.

## Становништво
Према процени из 2007. у граду је живело 296.150 становника.
| 1991.   | 2000.   |
| ------- | ------- |
| 210,207 | 264,812 |